# Чемпионат мира по тяжёлой атлетике 1911 (IV)
В 1911 году чемпионат мира по тяжёлой атлетике проводился четырежды: в Штутгарте, Берлине, Дрездене (все — Германия) и Вене (Австро-Венгрия). 18-й Чемпионат мира по тяжёлой атлетике прошёл с 29 июня по 2 июля в Вене.

## Общий медальный зачёт
| Место | Страна    | Золото | Серебро | Бронза | Всего |
| ----- | --------- | ------ | ------- | ------ | ----- |
| 1     | Австрия   | 4      | 3       | 4      | 11    |
| 2     | Швейцария | 0      | 1       | 0      | 1     |
| всего | всего     | 4      | 4       | 4      | 12    |

## Медалисты
| Вес         | Золото                          | Серебро                   | Бронза                      |
| ----------- | ------------------------------- | ------------------------- | --------------------------- |
| До 60 кг    | Эмиль Климент (Австрия)         | Густав Кубу (Австрия)     | Рудольф Майер (Австрия)     |
| До 70 кг    | Франц Комарек (Австрия)         | Йозеф Швабль (Австрия)    | Леопольд Бутцек (Австрия)   |
| До 80 кг    | Леопольд Хеннермюллер (Австрия) | Ульрих Блазер (Швейцария) | Аугуст Штубнер (Австрия)    |
| Свыше 80 кг | Карл Свобода (Австрия)          | Йозеф Графль (Австрия)    | Бертхольд Тандлер (Австрия) |

## Ссылка
- Статистика Международной федерации тяжёлой атлетики